# Antonio Calderón (obispo)
Antonio Calderón (Baeza, finales del siglo XVII - Madrid, 11 de enero de 1654) fue un sacerdote católico español, catedrático en las universidades de Baeza y de Salamanca, canónigo magistral de Toledo y preceptor de la infanta María Teresa de Austria, presentado por Felipe IV para arzobispo de Granada.
Hijo de familia noble, se formó en la universidad ubicada en su ciudad natal, donde fue catedrático de artes a partir de 1618.
Amplió estudios en la Universidad de Salamanca como colegial en el Colegio Mayor de Cuenca y desempeñó las cátedras de Artes, Escritura, Scoto y Santo Tomás en la misma universidad.
A partir de 1938  fue canónigo magistrar en Toledo, calificador de la Inquisición, capellán mayor en el convento de la Encarnación de Madrid y preceptor de la infanta María Teresa de Austria.
A finales de 1653 fue presentado por Felipe IV para arzobispo de Granada, sin que llegara a ser consagrado por haber fallecido en Madrid el 11 de enero de 1654, antes de que llegara la bula con su nombramiento.